# Gulyxne
Gulyxne, Liparis loeselii, är en art i familjen orkidéer. Arten är knuten till hävdade kalkrika kärr, så kallade rikkärr och anses hotad både i Sverige och i övriga Europa.